# 勒凯努瓦
勒凯努瓦（法語：Le Quesnoy，法語發音：[lə kenwa]）是法国上法兰西大区北部省的一个市镇，位于该省东部，属于埃尔普河畔阿韦讷区。

## 地理
勒凯努瓦（50°14'56"N, 3°38'15"E）面积14.23 平方千米，位于法国上法蘭西大區北部省，该省份为法国最北部的省份及最长的省份，西北濒北海，西接加来海峡省，南至埃纳省和索姆省，东与比利时接壤。
与勒凯努瓦接壤的市镇（或旧市镇、城区）包括：奥尔桑瓦勒、维勒罗、维莱波勒、博迪尼、弗拉努瓦、吉西尼、卢维尼凯努瓦、波泰勒、吕埃讷。
勒凯努瓦的时区为UTC+01:00、UTC+02:00（夏令时）。

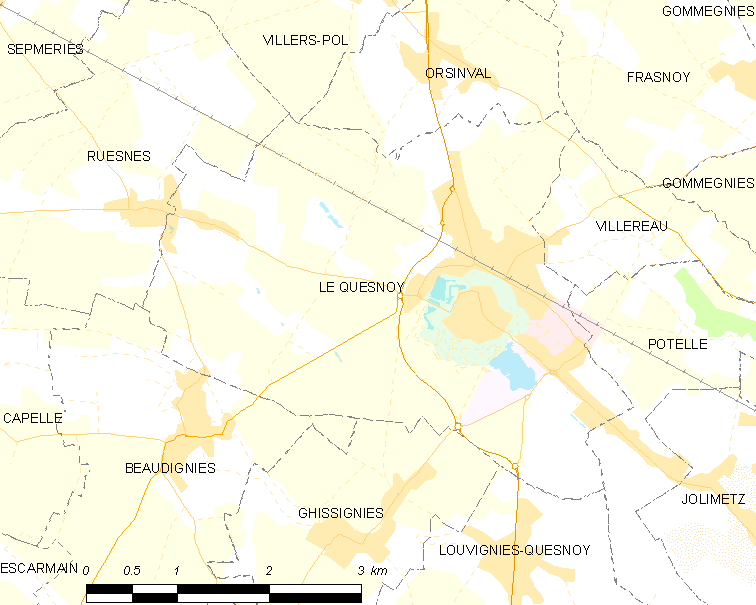
勒凯努瓦的OSM定位图

## 行政
勒凯努瓦的邮政编码为59530，INSEE市镇编码为59481。

## 政治
勒凯努瓦所属的省级选区为埃尔普河畔阿韦讷县。

## 人口

1962-2008年间勒凯努瓦人口变化图示

勒凯努瓦于2022年1月1日时的人口数量为4859人。